# 盐河镇 (旺苍县)
盐河镇，原为盐河乡，是中华人民共和国四川省广元市旺苍县下辖的一个乡镇级行政单位。2020年5月，撤销盐河乡、万家乡，设立盐河镇，以原盐河乡和原万家乡所属行政区域为盐河镇的行政区域。

## 行政区划
盐河镇下辖以下地区：
林区村、盐河村、青山村、民建村、中坪村、竹垭村、风景村和林园村。